# Parafia Narodzenia św. Jana Chrzciciela w Chełmie
Parafia Narodzenia św. Jana Chrzciciela w Chełmie – parafia rzymskokatolicka, znajdująca się w diecezji tarnowskiej, w dekanacie Bochnia Zachód.
W skład terytorium parafii wchodzą miejscowości Chełm, Siedlec i Moszczenica.
Od 2021 proboszczem parafii jest ks. mgr Jerzy Bulsa.

## Historia parafii
Parafia Narodzenia św. Jana Chrzciciela w Chełmie jest jedną z najstarszych parafii diecezji tarnowskiej. Pierwszą wzmiankę pisaną o Chełmie znaleziono pod datą roczną 1198 w dokumencie zwanym „Album patriarchale” czyli przywileju konfirmacyjnym patriarchy Monachusa, gdzie zapisano: Dominus Michora dedit nobis super Rabam villam Quelme cum ecclesia et decimis et forum et thabernam et aliam villam Nescouiche co w języku polskim znaczy: Pan Mikora ofiarował nam osadę nad Rabą zwana Chełm z kościołem i dziesięcinami i targowisko i karczmę i inną osadę Nieszkowice.
W XII wieku osada w Chełmie musiała być już dobrze zagospodarowana, skoro komes Mikora oddał ją zakonowi Bożogrobców z Miechowa. Gród i kościół położone były przy trakcie handlowym biegnącym z Krakowa na Ruś i Węgry. Z powyższych danych można wnioskować, że przed rokiem 1170 istniał w Chełmie kościół, były zagrody i karczma, a więc kwitło już życie religijne i gospodarcze. Ten pierwszy kościół w Chełmie stał do 1412 roku, kiedy to Mikołaj z Radomska, proboszcz w Chełmie, a później generał Zakonu w Miechowie, wybudował drugi drewniany kościół, który z kolei w 1749 roku został zastąpiony obecnym murowanym kościołem. Budowę tego kościoła rozpoczął ks. Wacław Muratowicz (w 1750 roku przeniesiony do klasztoru w Przeworsku, gdzie zmarł 13 marca 1753), a zakończył w 1753 roku jego następca ks. Józef Drozdowski. Konsekracji świątyni dokonał 9 października 1825 roku ostatni generał Bożogrobców, a po kasacji zakonu – biskup pomocniczy krakowski Tomasz Nowiński.
Bożogrobcy pracowali w Chełmie do 1819 roku, kiedy to nastąpiła kasata Zakonu, a ostatni ich proboszcz w Chełmie, ks. Norbert Banaczkowski, stał się kapłanem diecezjalnym. Pełnił on posługę proboszczowską do 1838 roku i został pochowany na placu przykościelnym obok kościoła.
W 1874 roku probostwo w chełmskiej parafii objął ks. Jan Rosner. Był bardzo gorliwym kapłanem i duszpasterzem. Pozostawił po sobie wiele ornatów, paramentów i naczyń liturgicznych. W 1879 roku zakupił dla parafii w firmie Karola Schalbe w Bielsku-Białej nowy dzwon. Rok później, w 1880 roku położona została w kościele nowa posadzka z kamienia dębnickiego. W 1894 roku obchodził jubileusz 50-lecia kapłaństwa. Zmarł 20 stycznia 1901 roku i został pochowany w Chełmie obok swojej matki Marianny.
W 1901 roku na proboszcza parafii w Chełmie został desygnowany ks. Adolf Albin. Swoją posługę rozpoczął od remontu plebanii. Przeprowadził także remont zakrystii. Zaś na polu duszpasterskim rozwinął nabożeństwo nowenny do Matki Bożej Nieustającej Pomocy oraz założył Bractwo Niepokalanej. W 1919 roku od parafii w Chełmie odłączono Targowisko, Książnice i Łężkowice, dla których została utworzona nowa parafia. W 1926 roku, pod koniec życia ks. Adolf Albin przeniósł się na probostwo do Tuchowa.
W 1927 roku na probostwo do Chełma przyszedł ks. Tomasz Sandecki. Był on wielkim działaczem i społecznikiem. Był także inżynierem, budowniczym, mechanikiem oraz elektrykiem. W 1938 roku został posłem na Sejm Rzeczypospolitej. Przy plebanii założył cegielnię, potem młyn gospodarczy, z którego światłem elektrycznym oświetlił kościół i plebanię. W 1947 roku ks. Sandecki przeprowadził kapitalny remont dachu kościoła przykrywając go miedzianą blachą. 28 czerwca 1964 roku parafia przeżywała uroczystość 50-lecia kapłaństwa swojego proboszcza. 17 marca 1971 roku ks. Tomasz Sandecki zmarł. Pochowany został w grobowcu na cmentarzu w Chełmie, a następnie przeniesiony do krypty pod kaplicą cmentarną.
Tego samego roku na probostwo w Chełmie przyszedł ks. Antoni Tworek. Swoje proboszczowanie rozpoczął od remontu kościoła (zamocowanie rynien, osuszenie kościoła, zamontowanie ogrzewania kościoła) i plebanii. W 1972 roku proboszcz zakupił dworek w Gierczycach i zaadaptował go na świątynię. Cztery lata później biskup Jerzy Ablewicz erygował tam samodzielną parafię. Na terenie parafii działa Muzeum Parafialne im. Stróżów Bożego Grobu w Chełmie, założone przez ks. Tworka w 1999 roku.

## Proboszczowie i administratorzy
- ks. Mikołaj z Radomska OESSH – ok. 1412
- ks. Wacław Muratowicz OESSH – ok. 1750
- ks. Józef Drozdowski OESSH – ok. 1753
- ks. Norbert Banaczkowski OESSH – 1806-1838
- ks. Andrzej Riss – 1838 (administrator)
- ks. Feliks Głowacki – 1838–1839 (administrator)
- ks. Stanisław Kostka Muratowicz – 1839–1864
- ks. Henryk Śmidowicz – 1865–1869
- ks. Jan Fąferko – 1870–1873
- ks. Jan Rosner – 1874–1901
- ks. Adolf Albin – 1901–1926
- ks. Wojciech Papież – 1926 (administrator)
- ks. Tomasz Sandecki – 1927–1971
- ks. Antoni Tworek – 1971–2006
- ks. Eugeniusz Chmura – 2006–2007
- ks. Marek Krupa – 2007–2012
- ks. Andrzej Krajewski – 2012–2021
- ks. Jerzy Bulsa – 2021 (nadal)[4]